# OK Liga
L'OK Liga è la massima categoria del campionato spagnolo di hockey su pista. Il torneo viene organizzato dalla Federazione di pattinaggio della Spagna. È stato istituito nel 1969; dall'origine a tutto il 2022-2023 si sono tenute 54 edizioni del torneo. I vincitori di tale torneo si fregiano del titolo di campioni di Spagna.
La squadra che vanta il maggior numero di campionati vinti è il Barcellona con 33 (l'ultimo nel 2022-23), a seguire il Deportivo Liceo con 8 titoli (l'ultimo nel 2021-22).

## Formula
Al campionato prendono parte generalmente 14 squadre. Il torneo si svolge secondo la formula del girone all'italiana: ogni formazione affronta tutte le altre due volte, una presso la propria pista (partita in casa), una presso la pista avversa (partita in trasferta). Vengono assegnati tre punti alla squadra che vince una partita, un punto a ciascuna squadra in caso di pareggio e zero alla squadra sconfitta.
La classifica viene stilata in base ai punti conseguiti complessivamente; in caso di parità tra due o più squadre, le posizioni in graduatoria vengono determinate prendendo in considerazione i seguenti criteri discriminanti, elencati in ordine di importanza:
1. punti conseguiti negli scontri diretti;
2. differenza reti negli scontri diretti;
3. differenza reti complessiva;
4. numero di reti segnate complessivamente.

Al termine del campionato la squadra 1ª classificata viene proclamata campione di Spagna; le squadre che occupano la 13ª e la 14ª posizione retrocedono direttamente in OK Liga Plata.

### Qualificazioni alle coppe europee
In base ai regolamenti delle competizioni hockeistiche europee, sono qualificate di diritto all'Eurolega quattro squadre provenienti dal campionato spagnolo:
- la squadra campione di Spagna;
- la formazione detentrice dell'Eurolega, qualora sia una società spagnola;
- la squadra 2ª e 3ª classificata;
- la squadra 4ª classificata se l'Eurolega non sia vinta da una squadra spagnola oppure se la vincitrice sia già una delle prime tre squadre classificate.

Tra le società non ammesse all'Eurolega, le migliori cinque della stagione regolare sono qualificate alla Coppa WSE.

## Albo d'oro
| Edizione  | Vincitore       |
| --------- | --------------- |
| 1969-1970 | Reus Deportiu   |
| 1970-1971 | Reus Deportiu   |
| 1971-1972 | Reus Deportiu   |
| 1972-1973 | Reus Deportiu   |
| 1973-1974 | Barcellona      |
| 1974-1975 | Voltregà        |
| 1975-1976 | Voltregà        |
| 1976-1977 | Barcellona      |
| 1977-1978 | Barcellona      |
| 1978-1979 | Barcellona      |
| 1979-1980 | Barcellona      |
| 1980-1981 | Barcellona      |
| 1981-1982 | Barcellona      |
| 1982-1983 | Liceo La Coruña |
| 1983-1984 | Barcellona      |
| 1984-1985 | Barcellona      |
| 1985-1986 | Liceo La Coruña |
| 1986-1987 | Liceo La Coruña |
| 1987-1988 | Noia            |
| 1988-1989 | Igualada        |
| 1989-1990 | Liceo La Coruña |
| 1990-1991 | Liceo La Coruña |
| 1991-1992 | Igualada        |
| 1992-1993 | Liceo La Coruña |
| 1993-1994 | Igualada        |
| 1994-1995 | Igualada        |
| 1995-1996 | Barcellona      |
| 1996-1997 | Igualada        |

| Edizione  | Vincitore       |
| --------- | --------------- |
| 1997-1998 | Barcellona      |
| 1998-1999 | Barcellona      |
| 1999-2000 | Barcellona      |
| 2000-2001 | Barcellona      |
| 2001-2002 | Barcellona      |
| 2002-2003 | Barcellona      |
| 2003-2004 | Barcellona      |
| 2004-2005 | Barcellona      |
| 2005-2006 | Barcellona      |
| 2006-2007 | Barcellona      |
| 2007-2008 | Barcellona      |
| 2008-2009 | Barcellona      |
| 2009-2010 | Barcellona      |
| 2010-2011 | Reus Deportiu   |
| 2011-2012 | Barcellona      |
| 2012-2013 | Liceo La Coruña |
| 2013-2014 | Barcellona      |
| 2014-2015 | Barcellona      |
| 2015-2016 | Barcellona      |
| 2016-2017 | Barcellona      |
| 2017-2018 | Barcellona      |
| 2018-2019 | Barcellona      |
| 2019-2020 | Barcellona      |
| 2020-2021 | Barcellona      |
| 2021-2022 | Deportivo Liceo |
| 2022-2023 | Barcellona      |

### Riepilogo vittorie per squadra
| Squadra                         | Titoli | Edizioni |
| ------------------------------- | ------ | --- |
| Barcellona                      | 34     | 1974, 1977, 1978, 1979, 1980, 1981, 1982, 1984, 1985, 1996, 1998, 1999, 2000, 2001, 2002, 2003, 2004, 2005, 2006, 2007, 2008, 2009, 2010, 2012, 2014, 2015, 2016, 2017, 2018, 2019, 2020, 2021, 2023, 2024 |
| Liceo La Coruña Deportivo Liceo | 8      | 1983, 1986, 1987, 1990, 1991, 1993, 2013, 2022 |
| Igualada                        | 5      | 1989, 1992, 1994, 1995, 1997 |
| Reus Deportiu                   | 5      | 1970, 1971, 1972, 1973, 2011 |
| Voltregà                        | 2      | 1975, 1976 |
| Noia                            | 1      | 1988 |